# Vítězslav Veselý
Vítězslav Veselý (ur. 27 lutego 1983 w Hodonínie) – czeski lekkoatleta specjalizujący się w rzucie oszczepem.
Międzynarodową karierę zaczynał w 2002 roku od występu w finale mistrzostw świata juniorów. Dwunasty zawodnik igrzysk olimpijskich w Pekinie (2008). W 2009 odpadł w eliminacjach mistrzostw świata. Zajął dziewiąte miejsce w mistrzostwach Europy w Barcelonie (2010). Tuż za podium – na czwartym miejscu – zakończył rywalizację w 2011 na mistrzostwach świata. W 2012 został mistrzem Europy oraz zajął pierwotnie czwarte miejsce na igrzyskach olimpijskich (w eliminacjach, które wygrał rezultatem 88,34 ustanowił najlepszy w sezonie 2012 wynik na świecie). Jednakże w 2016 roku ujawniono, iż zdobywca srebrnego medalu – Ołeksandr Pjatnycia stosował niedozwolone środki. W rezultacie zawodnika z Ukrainy zdyskwalifikowano, co przełożyło się na fakt, iż Veselý został brązowym medalistą olimpijskim. Zwycięzca łącznej punktacji Diamentowej Ligi 2012 w rzucie oszczepem. Został wybrany niespodzianką roku 2012 w czeskiej lekkoatletyce. W 2013 roku wywalczył złoty medal mistrzostw świata i został drugim w historii – po Norwegu Andreasie Thorkildsenie – oszczepnikiem, który zdobył złote medale mistrzostw świata oraz Europy. Zwycięzca łącznej punktacji Diamentowej Ligi 2013 w rzucie oszczepem. W Zurychu został wicemistrzem Europy (2014), a wyczyn ten powtórzył podczas kolejnych mistrzostw w Amsterdamie (2016). W 2021 roku w Tokio zdobył drugi w swojej karierze brązowy medal igrzysk olimpijskich.
Wielokrotny medalista mistrzostw Czech oraz reprezentant kraju w meczach międzypaństwowych, pucharze Europy i drużynowych mistrzostwach Europy.
Jego trenerem jest Jan Železný – aktualny rekordzista świata w rzucie oszczepem.
Rekord życiowy: 88,34 (8 sierpnia 2012, Londyn) – jest to drugim rezultat w historii rzutu oszczepem w Czechach.

## Osiągnięcia
| Rok  | Impreza                              | Miejsce        | Pozycja           | Wynik |
| ---- | ------------------------------------ | -------------- | ----------------- | ----- |
| 2002 | Mistrzostwa świata juniorów          | Kingston       | 9. miejsce        | 68,76 |
| 2008 | I liga pucharu Europy                | Leiria         | 3. miejsce        | 73,00 |
| 2008 | Igrzyska olimpijskie                 | Pekin          | 12. miejsce       | 76,76 |
| 2009 | Mistrzostwa świata                   | Berlin         | el. – 28. miejsce | 75,76 |
| 2010 | I liga drużynowych mistrzostw Europy | Budapeszt      | 2. miejsce        | 76,25 |
| 2010 | Mistrzostwa Europy                   | Barcelona      | 9. miejsce        | 77,83 |
| 2011 | Mistrzostwa świata                   | Daegu          | 4. miejsce        | 84,11 |
| 2012 | Mistrzostwa Europy                   | Helsinki       | 1. miejsce        | 83,72 |
| 2012 | Igrzyska olimpijskie                 | Londyn         | 3. miejsce        | 83,34 |
| 2013 | I liga drużynowych mistrzostw Europy | Dublin         | 1. miejsce        | 80,44 |
| 2013 | Mistrzostwa świata                   | Moskwa         | 1. miejsce        | 87,17 |
| 2014 | Mistrzostwa Europy                   | Zurych         | 2. miejsce        | 84,79 |
| 2014 | Puchar interkontynentalny            | Marrakesz      | 2. miejsce        | 83,77 |
| 2015 | Mistrzostwa świata                   | Pekin          | 8. miejsce        | 83,13 |
| 2016 | Mistrzostwa Europy                   | Amsterdam      | 2. miejsce        | 83,59 |
| 2016 | Igrzyska olimpijskie                 | Rio de Janeiro | 7. miejsce        | 82,51 |
| 2017 | Mistrzostwa świata                   | Londyn         | el. – 26. miejsce | 75,50 |
| 2019 | Mistrzostwa świata                   | Doha           | el. –             | DNS   |
| 2021 | Puchar Europy w rzutach              | Split          | 9. miejsce        | 75,73 |
| 2021 | I liga drużynowych mistrzostw Europy | Stara Zagora   | 2. miejsce        | 78,50 |
| 2021 | Igrzyska olimpijskie                 | Tokio          | 3. miejsce        | 85,44 |
| 2022 | Mistrzostwa Europy                   | Monachium      | 4. miejsce        | 84,36 |